# Chorebus rubicundus
Chorebus rubicundus är en stekelart som beskrevs av Griffiths 1968. Chorebus rubicundus ingår i släktet Chorebus och familjen bracksteklar. Inga underarter finns listade i Catalogue of Life.